# David Silva (acteur)
Pour les articles homonymes, voir David Silva.
David Silva Guglielmeti, né le 9 octobre 1917 à Mexico et mort le 21 septembre 1976 dans la même ville, est un acteur de cinéma mexicain. 
Polyvalent, il a brillé pendant l'« âge d'or » du cinéma mexicain et a atteint la renommée de « monstre sacré ». Il a également produit deux films d'Alejandro Galindo.

## Filmographie

### Comme acteur
- 1937 : Bajo el cielo de México
- 1938 : Hombres de mar
- 1938 : La Zandunga
- 1939 : Café Concordia
- 1939 : Hombres del aire
- 1939 : La Casa del ogro
- 1940 : Viviré otra vez
- 1941 : La Gallina clueca
- 1942 : La Abuelita
- 1942 : La Isla de la pasión
- 1942 : Regalo de reyes
- 1942 : Secreto eterno
- 1942 : Soy puro mexicano
- 1943 : Ave sin nido
- 1943 : La Posada sangrienta
- 1943 : Lo que sólo el hombre puede sufrir
- 1943 : Los Miserables
- 1943 : Tres hermanos
- 1943 : Yolanda
- 1944 : Balajú
- 1944 : El Mexicano
- 1944 : Porfirio Díaz (en)
- 1945 : Flor de durazno
- 1946 : Champion sans couronne
- 1946 : Humo en los ojos
- 1946 : La Culpable
- 1946 : Rayando el sol
- 1947 : El Amor abrió los ojos
- 1947 : Me persigue una mujer
- 1948 : A la sombra del puente
- 1948 : Bajan…! Esquina
- 1948 : De pecado en pecado
- 1948 : Han matado a Tongolele
- 1948 : La Carne manda
- 1948 : Lazos de fuego
- 1948 : Los que volvieron
- 1948 : Revancha (en)
- 1948 : Señora Tentación
- 1949 : Angeles del arrabal
- 1949 : Eterna agonía
- 1949 : Hay lugar para… dos
- 1949 : Las Puertas del presidio
- 1949 : No me quieras tanto…
- 1949 : Rayito de luna
- 1949 : Una Familia de tantas
- 1949 : Ventarrón
- 1950 : Cuando acaba la noche
- 1950 : El Amor no es ciego
- 1950 : El Desalmado
- 1950 : Esposa o amante
- 1950 : Nosotras las taquígrafas
- 1951 : Anillo de compromiso
- 1951 : Casa de vecindad
- 1951 : Los Amantes
- 1951 : Manos de seda
- 1951 : Radio Patrulla
- 1951 : Toast to Love
- 1952 : Los Hijos de nadie (Dos caminos)
- 1952 : Póker de ases
- 1952 : Traigo mi 45
- 1953 : El Billetero
- 1953 : El Jugador
- 1953 : Huracán Ramírez
- 1954 : Casta de roble
- 1954 : Los Fernández de Peralvillo
- 1955 : Espaldas mojadas
- 1956 : Attaque à l'aube (en) (The First Texan)
- 1957 : Esposa te doy
- 1959 : La Edad de la tentación
- 1961 : El Aviador fenómeno
- 1961 : El Fistol del diablo
- 1961 : El Hombre de la ametralladora
- 1961 : Ellas también son rebeldes
- 1961 : En busca de la muerte
- 1961 : Jóvenes y rebeldes
- 1961 : Locura de terror
- 1961 : Les Frères Del Hierro (Los hermanos Del Hierro)
- 1961 : Mañana serán hombres
- 1961 : Tirando a matar
- 1961 : Trampa fatal
- 1961 : Y Dios la llamó Tierra
- 1962 : Le Baron de la terreur de Chano Urueta
- 1962 : El Fusilamiento
- 1962 : El Misterio de Huracán Ramírez
- 1962 : La Noche de jueves
- 1963 : División narcóticos
- 1963 : El hombre de papel d'Ismael Rodríguez
- 1963 : Rire de la ville
- 1964 : El Mundo de las drogas
- 1964 : El Revólver sangriento
- 1965 : Cargando con el muerto
- 1965 : El Charro de las Calaveras
- 1966 : Les Espions
- 1966 : Duelo de pistoleros
- 1966 : El Cachorro
- 1966 : El Hijo de Huracán Ramírez
- 1966 : El Secreto del texano
- 1966 : 'Gatillo Veloz' en 'Los Malditos'
- 1966 : Rage de Gilberto Gazcón
- 1967 : La Venganza de Huracán Ramirez
- 1968 : La Mujer murciélago
- 1968 : Los Canallas
- 1969 : Arriba las manos Texano
- 1969 : Enigma de muerte
- 1969 : Una Horca para el Texano
- 1970 : El Topo d'Alejandro Jodorowsky
- 1970 : Simplemente vivir
- 1971 : Los Campeones justicieros
- 1971 : Los Desalmados
- 1971 : Pubertinaje
- 1971 : Ya somos hombres
- 1972 : Ángeles y querubines
- 1972 : Tacos al carbón
- 1973 : Aquellos años
- 1973 : Le Château de la pureté d'Arturo Ripstein
- 1973 : La Montagne sacrée d'Alejandro Jodorowsky
- 1973 : San Simón de los Magueyes
- 1973 : La mansión de la locura de Juan López Moctezuma
- 1973 : Una Rosa sobre el ring
- 1974 : Fe, esperanza y caridad
- 1976 : Cântico Final
- 1977 : Alucarda, la hija de las tinieblas

### Comme producteur
- 1957 : Esposa te doy d'Alejandro Galindo
- 1973 : San Simón de los Magueyes d'Alejandro Galindo